# Paray-Douaville
Paray-Douaville is een gemeente in het Franse departement Yvelines (regio Île-de-France) en telt 219 inwoners (2005). De plaats maakt deel uit van het arrondissement Rambouillet.

## Geografie
De oppervlakte van Paray-Douaville bedraagt 10,1 km², de bevolkingsdichtheid is 21,7 inwoners per km².
De onderstaande kaart toont de ligging van Paray-Douaville met de belangrijkste infrastructuur en aangrenzende gemeenten.

## Demografie
Onderstaande figuur toont het verloop van het inwonertal (bron: INSEE-tellingen).